# Livrea XMPR

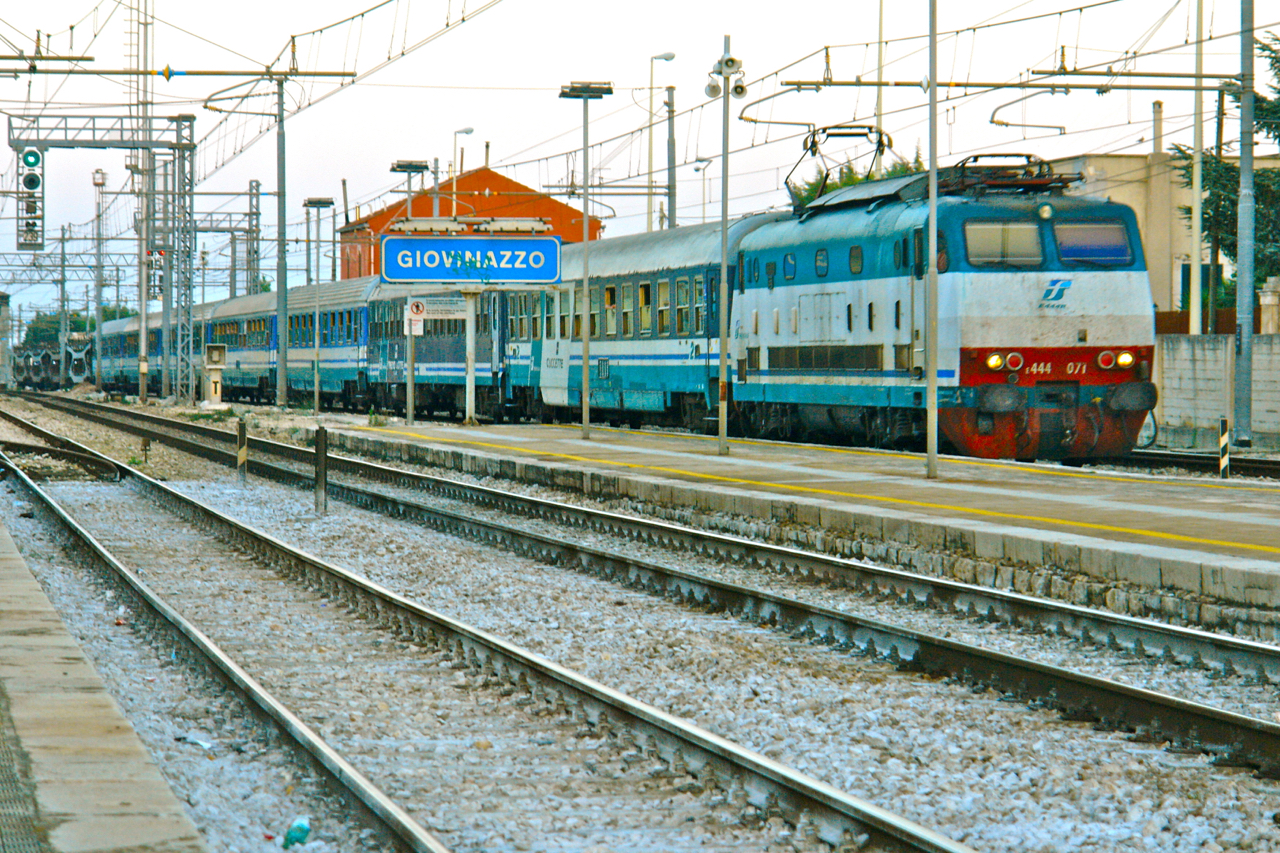
Un treno espresso interamente in livrea XMPR (in alcune varianti), con in testa la E.444R.071 (serie E.444R).

La livrea XMPR è lo schema di colorazione applicato come identità societaria alla maggior parte del materiale rotabile delle Ferrovie dello Stato Italiane tra il 1995 e il 2014.

## Storia
La livrea prende il nome dallo studio di consulenza inglese che la ideò, XMPR PLc (in seguito divenuto MICE Group PLc e chiuso definitivamente nel 2010), vincitore nel 1992 della gara d'appalto per l'ideazione della nuova immagine coordinata dei rotabili delle Ferrovie dello Stato. Tale livrea aveva lo scopo di uniformare a livello cromatico il materiale rotabile dell'azienda, di ridurre notevolmente i costi di gestione, uniformando le scorte a magazzino, e di promuovere anche una nuova immagine aziendale caratterizzata da un nuovo logo stilizzato. I nuovi colori vennero presentati nel dicembre 1994 e subito il nuovo logo fece la sua comparsa sui vari veicoli, andando a sostituire i vecchi loghi presenti sul materiale rotabile più datato.
A partire dal 1995 l'XMPR venne applicato integralmente sui vari veicoli del parco FS, diffondendosi molto rapidamente verso la fine degli anni novanta e gli inizi degli anni duemila.

## Caratteristiche
La livrea XMPR si basa sul sistema di colorazione Pantone, impiegando principalmente tre colori: il grigio chiaro Cool Grey 2 C (o 006/021), il verde 329 C (o 006/022) e il blu 293 C (o 006/023).

## Applicazione
Inizialmente il colore sui mezzi era applicato tramite verniciatura tradizionale; in seguito a una sperimentazione si passò poi alle pellicole in poliestere, più rapide da applicare e più facili da pulire in caso di vandalismi da parte dei graffitari.
Il primo rotabile a ricevere la nuova colorazione fu l'ETR.401 (unico elettrotreno FS su cui fu applicata tale livrea) mentre le prime locomotive verniciate in XMPR furono la E.444R.005 e la E.632.034 nel 1996. Entrambe avevano il telaio blu e la fascia di separazione verde, in palese contrasto con la livrea delle vetture, che presentava invece il telaio in verde e la fascia in blu. Tale errore fu corretto nelle successive unità ricolorate.
L'esordio della livrea XMPR sul gruppo E.656 avvenne nel 1999 sull'unità 480, che presentava già la versione "XMPR 2" con frontale in grigio. Sulle E.652 invece la nuova livrea coinvolge le unità 001 (in occasione della R.O1) e 165 nel 1998.

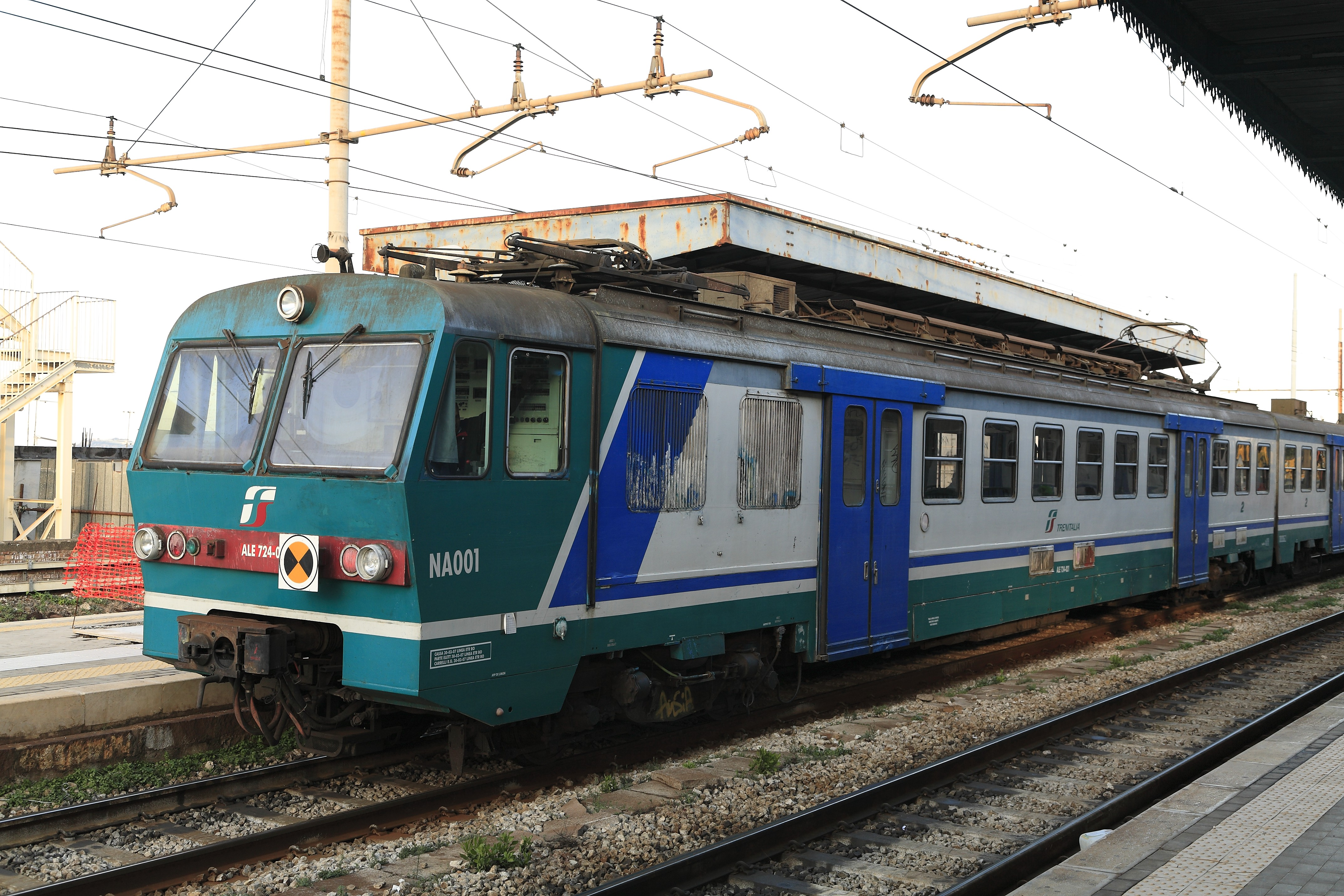
Un'automotrice ALe 724 in livrea XMPR.
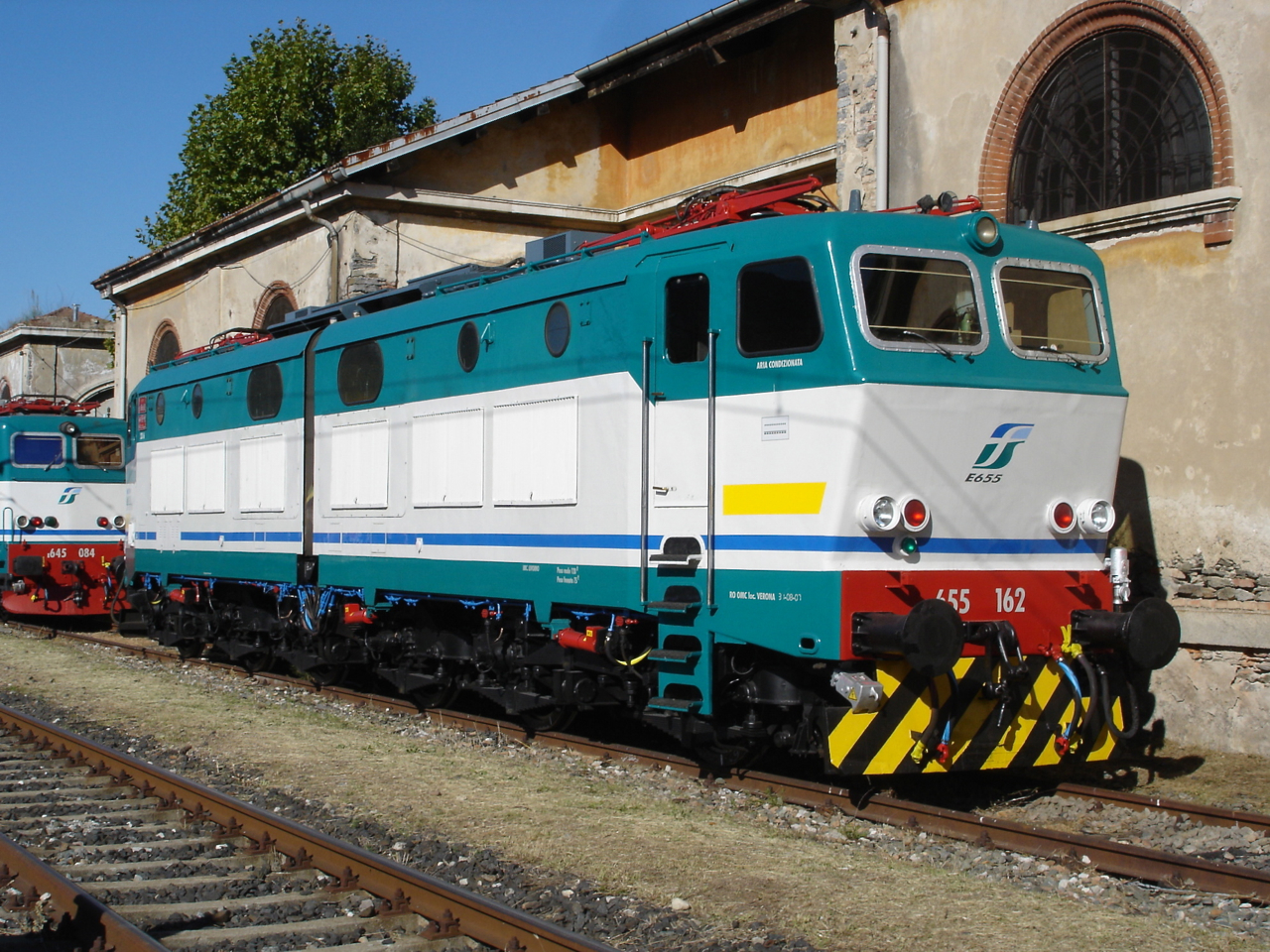
La locomotiva E.655.162 (serie E.655), ripellicolata in livrea XMPR.
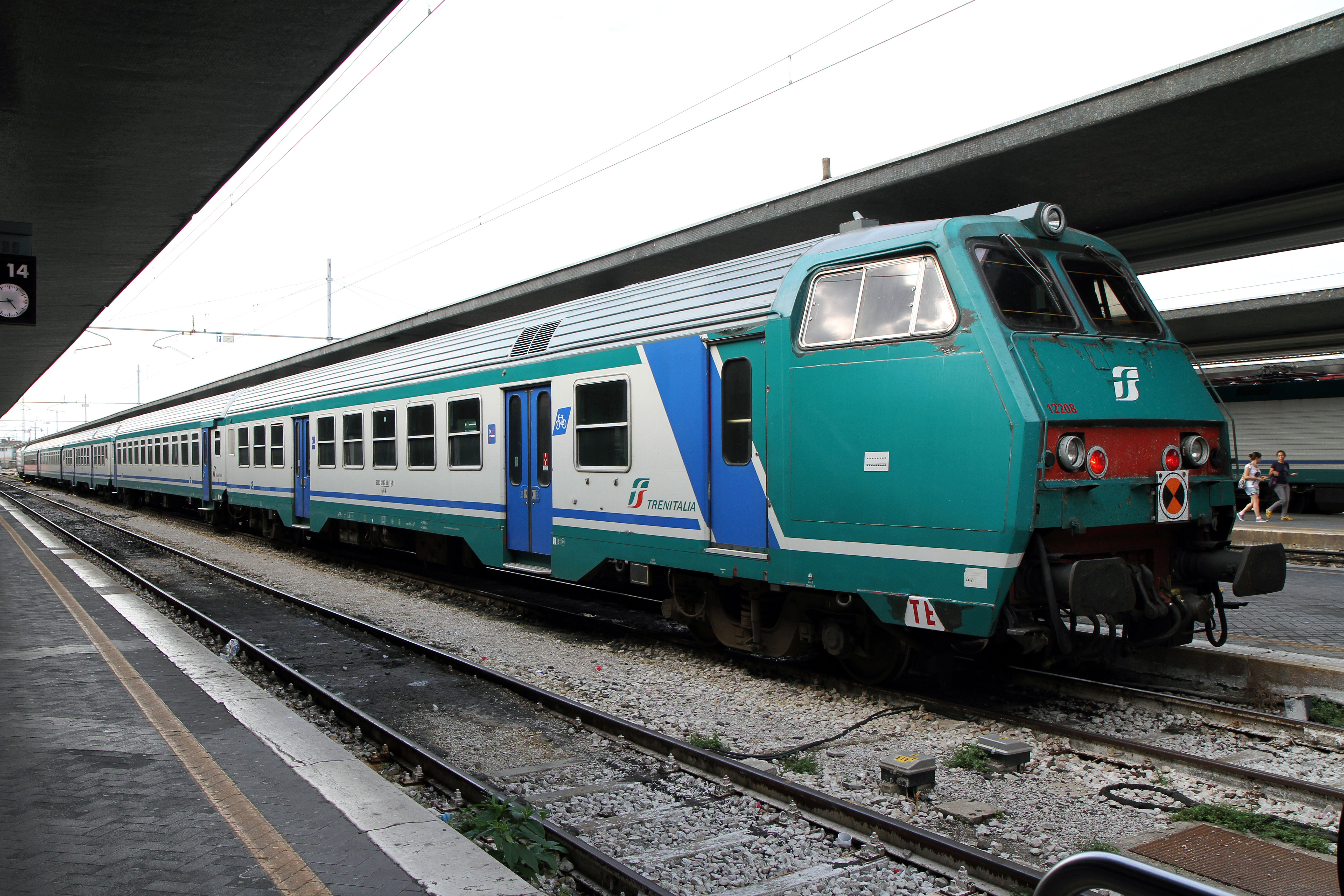
Una carrozza semi-pilota, serie MDVC, in livrea XMPR.
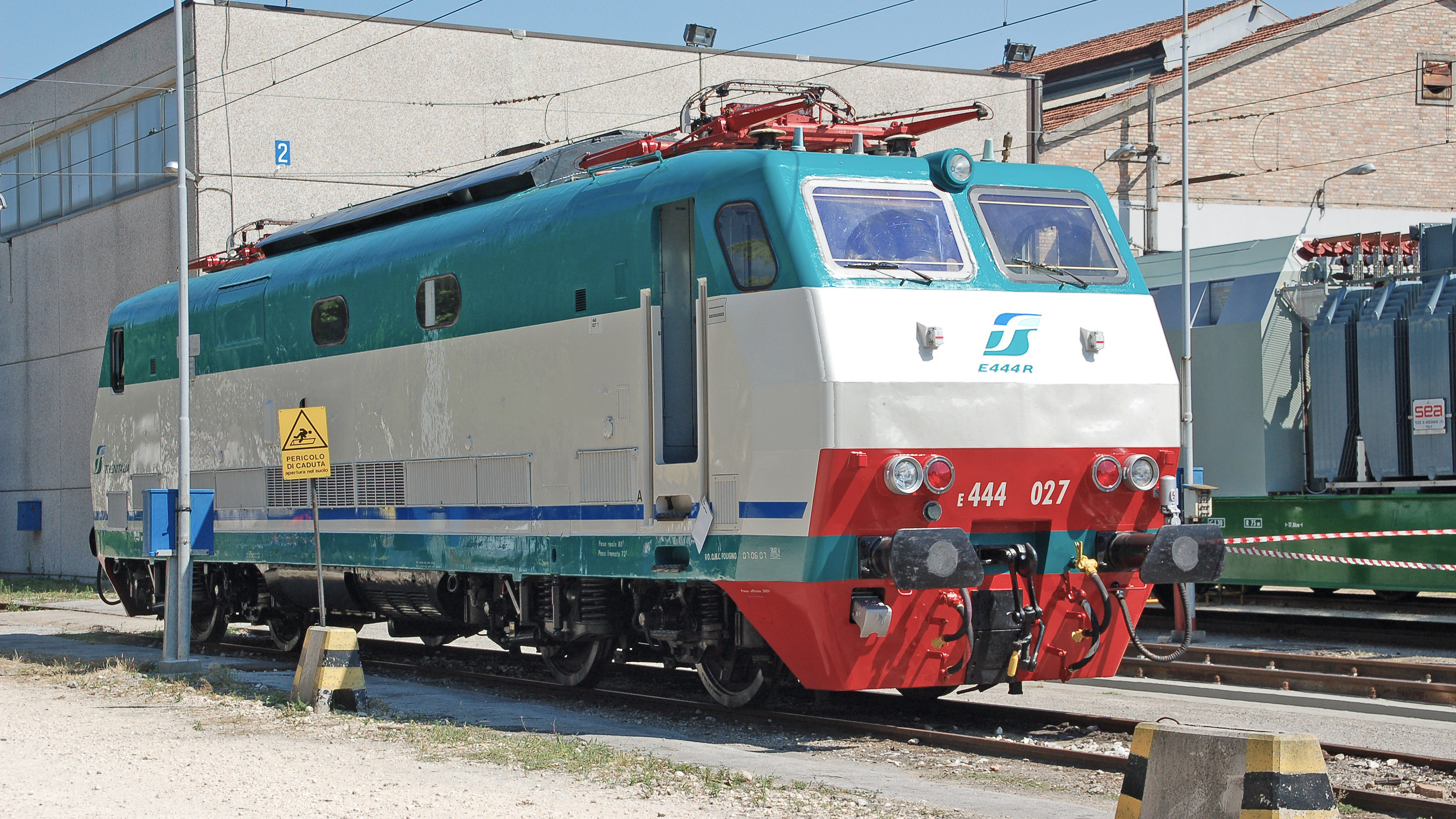
La locomotiva E.444R.027 (serie E.444R), in livrea XMPR.
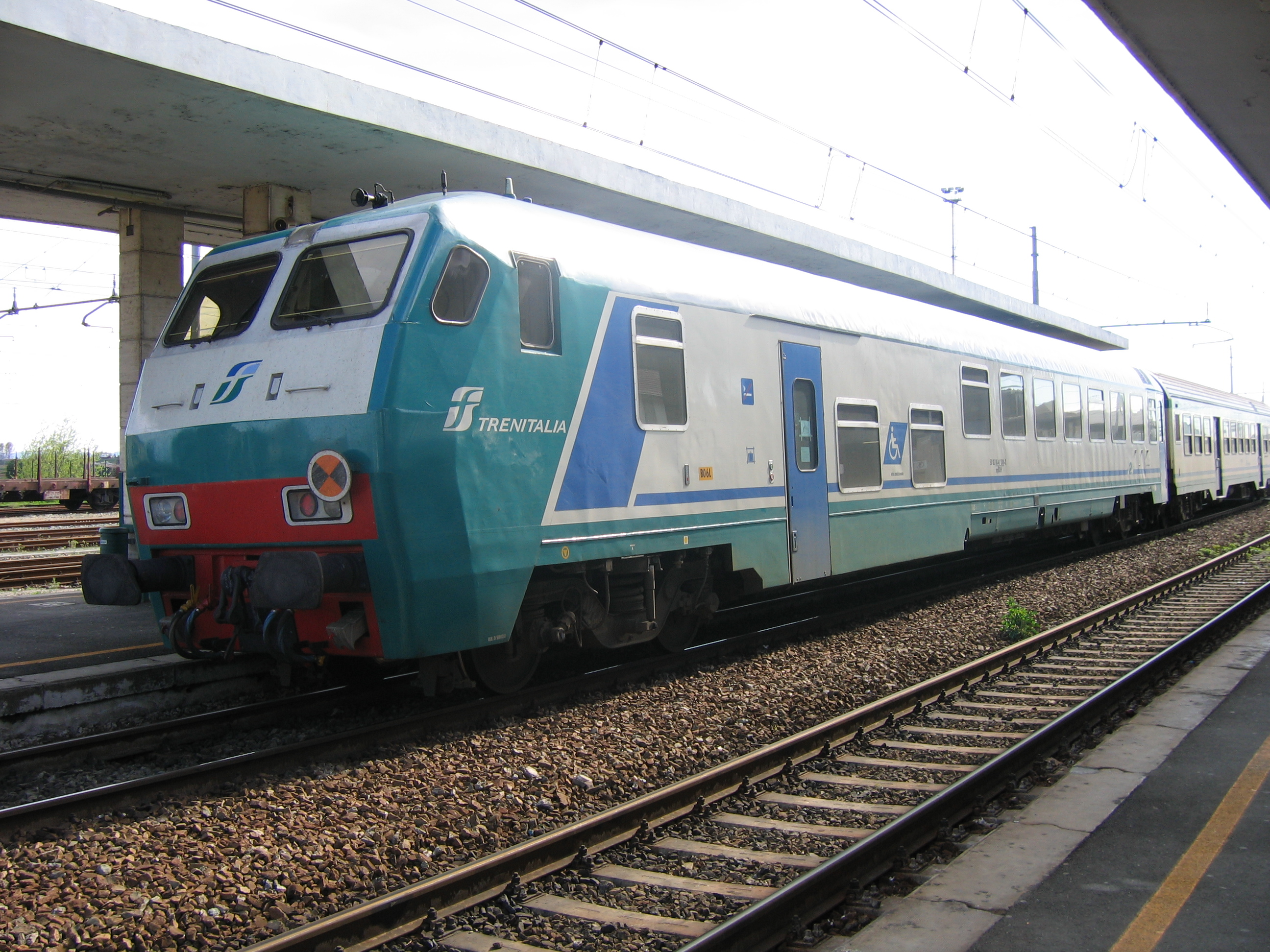
Una carrozza semi-pilota, serie UIC-X, in livrea XMPR.
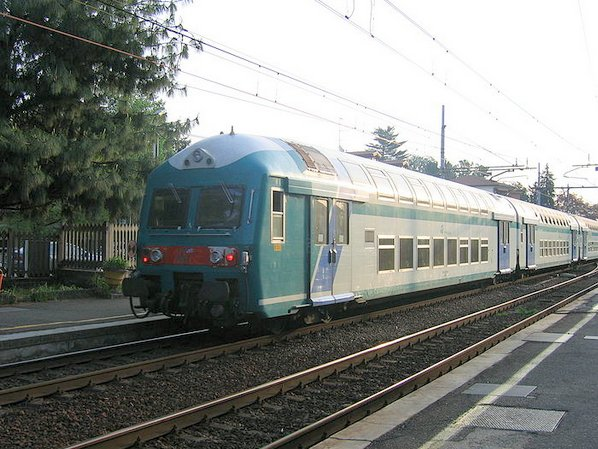
Una carrozza Casaralta in livrea XMPR.

La prima locomotiva elettrica a cui fu applicata di fabbrica la livrea XMPR fu la E.412.001 nel 1997 mentre, paradossalmente, le E.402B consegnate nello stesso anno previdero uno schema di colorazione a sé stante, che fu l'ultima livrea prima dell'XMPR adottata dalle FS, destinata a durare comunque ben poco tempo. La ripellicolatura dei rotabili in XMPR si estese anche ai diversi gruppi più anziani di locomotive, quali le diesel D.343 e D.443 e le elettriche "reostatiche" E.636, E.646 ed E.645.
Non è stata prevista l'applicazione dei caratteristici figurini del Caimano, della Tigre e della Tartaruga sui rispettivi locomotori ripellicolati in XMPR. Va segnalato soltanto un nuovo figurino del Caimano in versione "Cargo" presente sull'E.655.081.

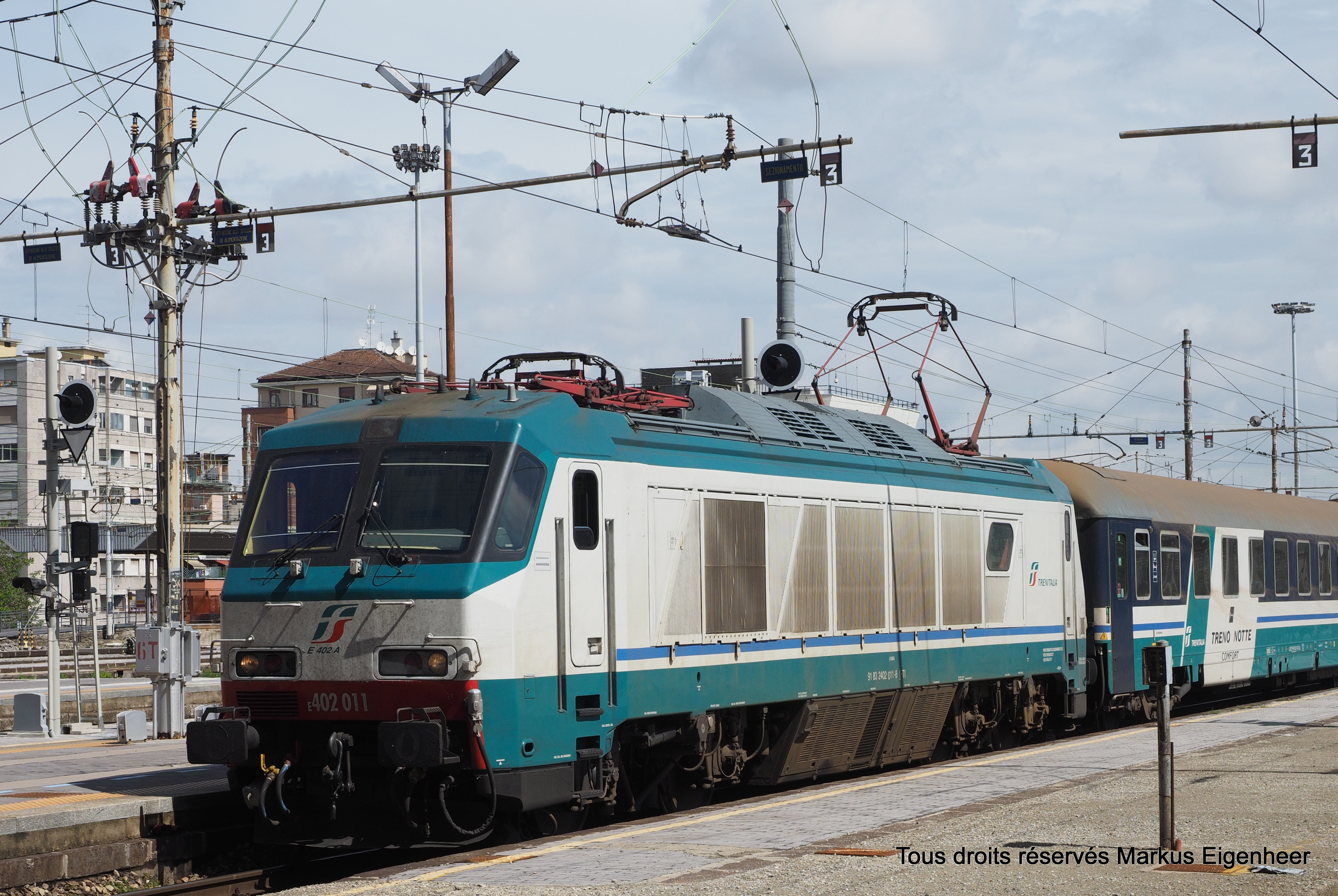
La locomotiva E.402A.011 (serie E.402A), in livrea XMPR.
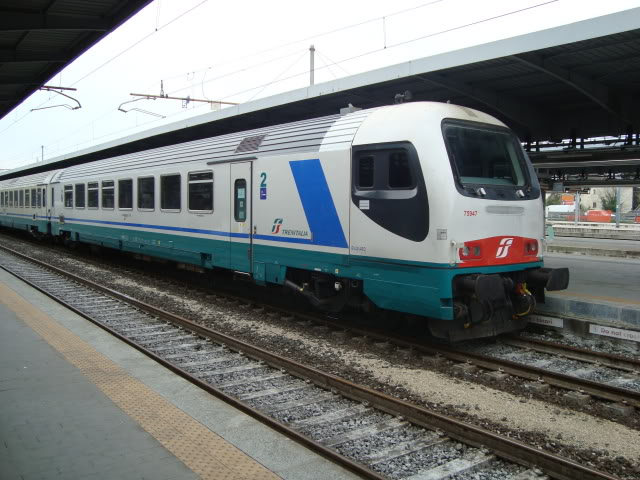
Una carrozza semi-pilota, serie UIC-Z, in livrea XMPR.
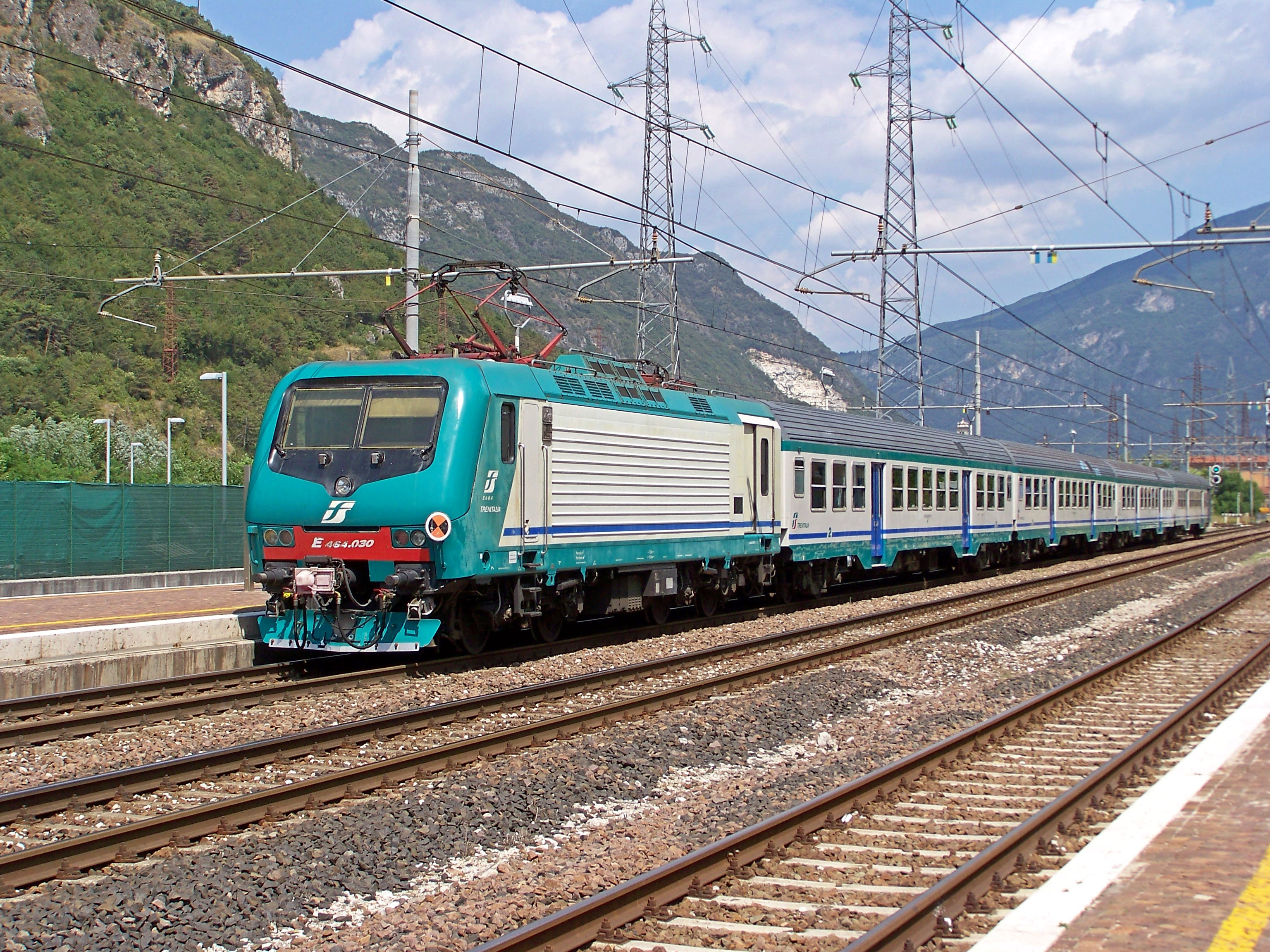
La locomotiva E.464.030 (serie E.464), in livrea XMPR.
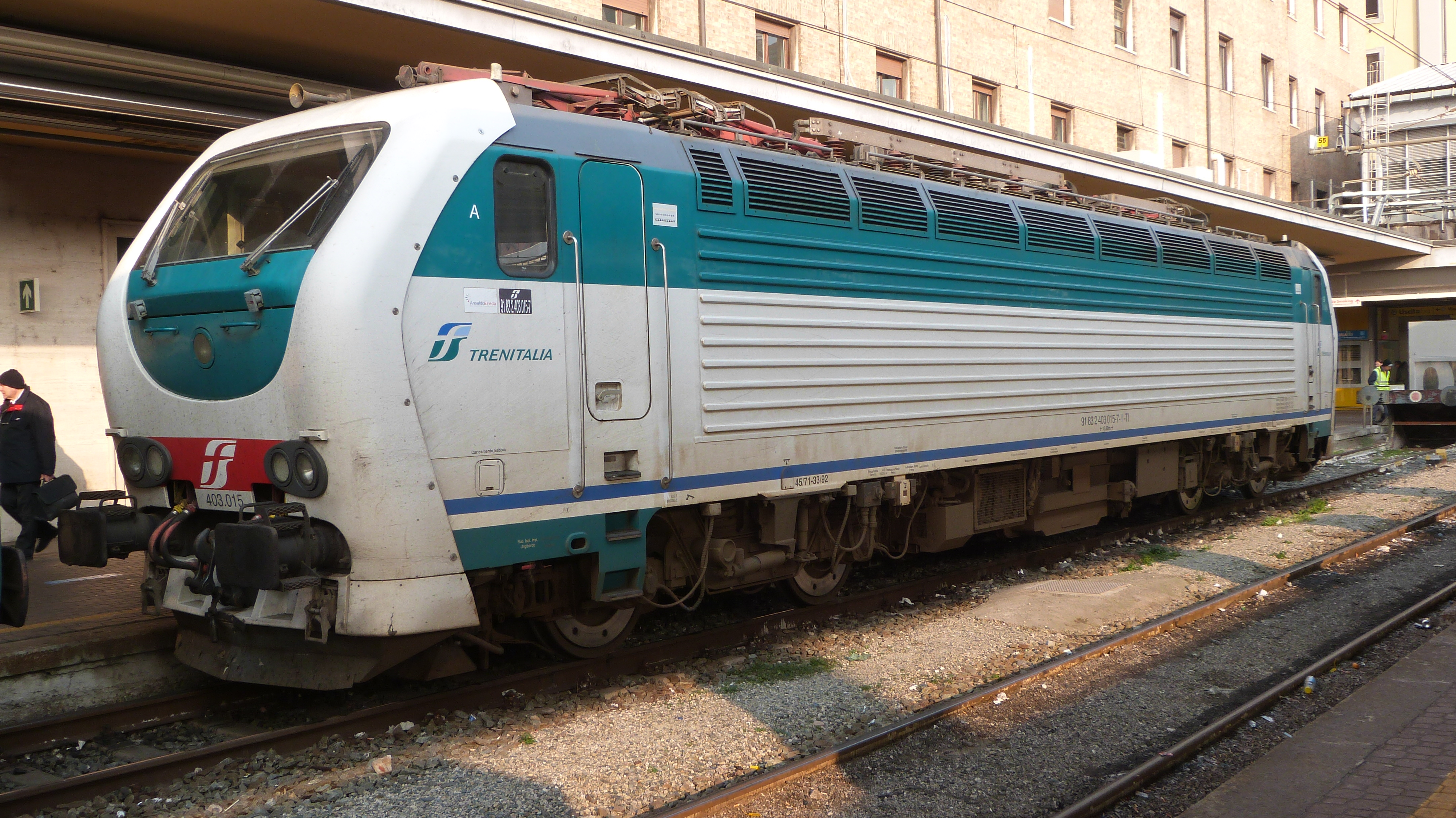
La locomotiva E.403.015 (serie E.403), in livrea XMPR.
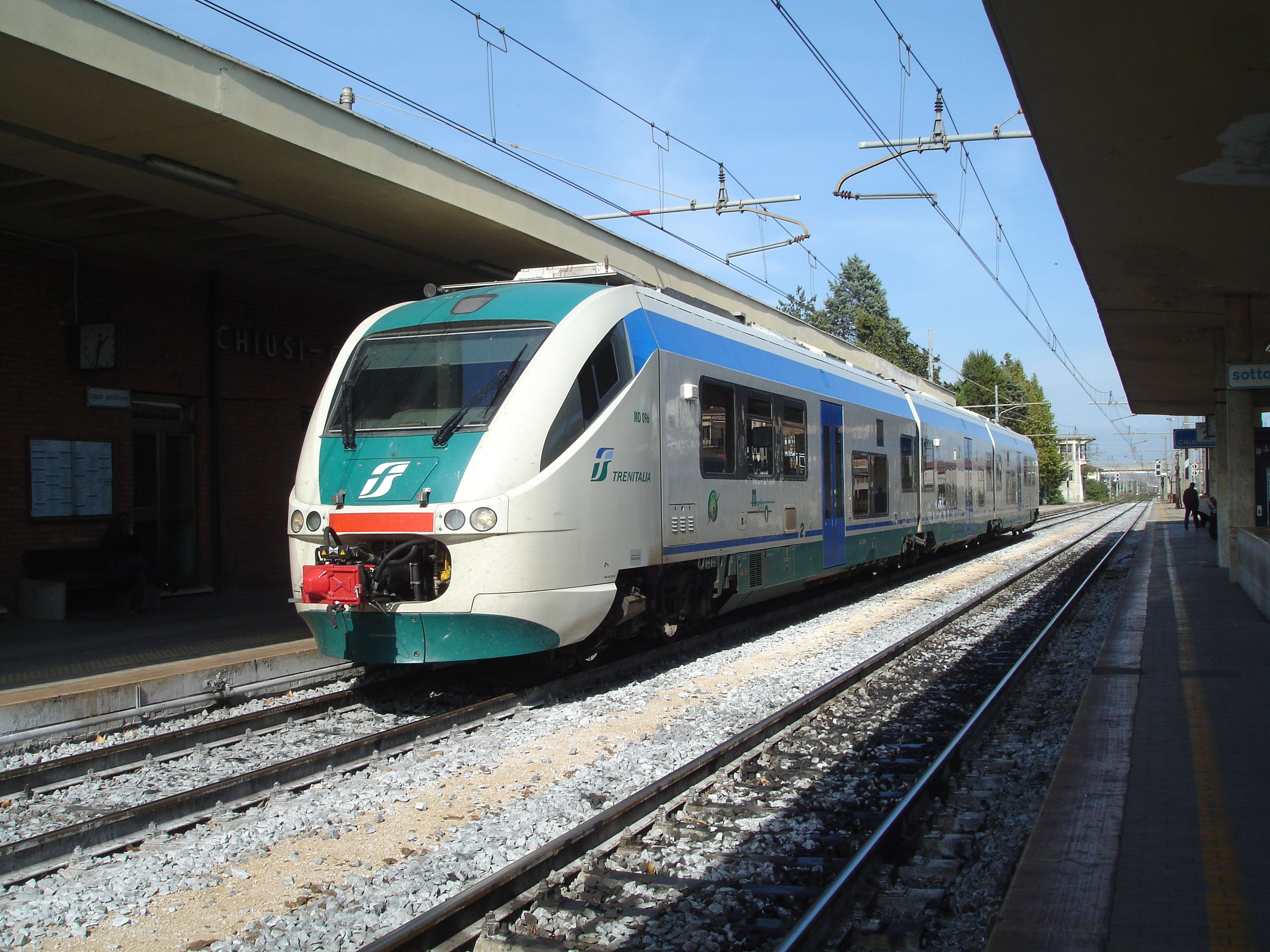
L'autotreno Minuetto n. 046, in livrea XMPR.
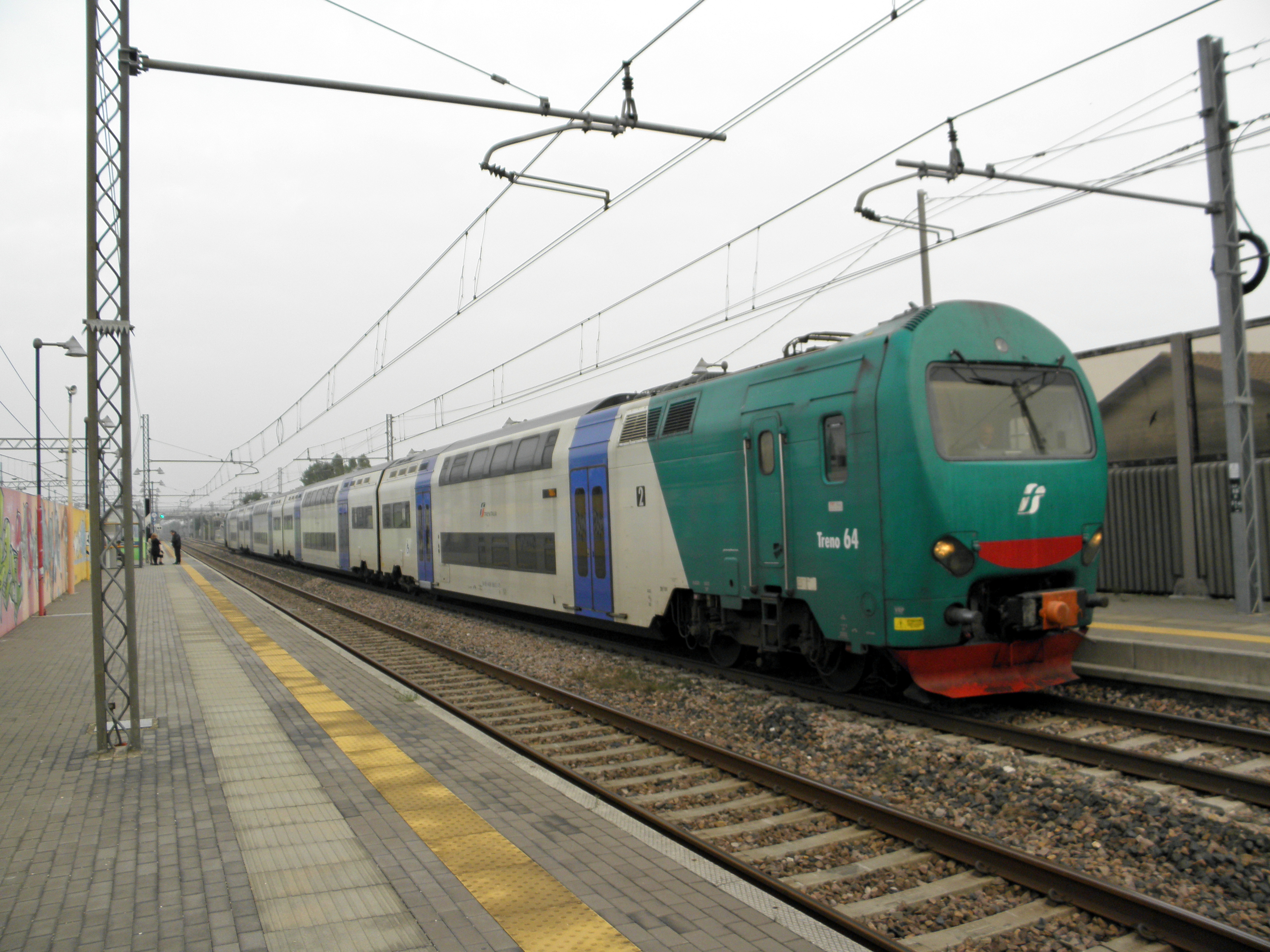
Un elettrotreno TAF in livrea XMPR.

### Varianti della livrea XMPR
Nel corso degli anni, la livrea XMPR ha subito numerose modifiche e varianti dettate principalmente da esigenze antinfortunistiche e anche estetiche. In particolare, la prima versione della livrea XMPR, detta "XMPR 1", prevedeva le testate dei mezzi di trazione nel colore verde, rendendo l'aspetto esteriore del mezzo piuttosto cupo e ben poco visibile, quasi in contrasto con le più basilari norme di sicurezza. Per questo motivo, furono introdotte in un primo momento delle fasce segnaletiche di colore rosso all'altezza dei fanali (tale colorazione è rimasta in uso per automotrici ed elettromotrici), passando successivamente a un nuovo schema di coloritura detto "XMPR 2" che prevedeva per il frontale delle locomotive lo stesso grigio chiaro della cassa. Altre varianti di minore entità hanno caratterizzato negli anni i vari mezzi di trazione del parco FS e riguardano principalmente la disposizione di fasce blu e loghi FS o Trenitalia o il colore dell'imperiale dei mezzi (varianti in grigio, alluminio e anche blu).
Anche per quanto riguarda il materiale rimorchiato sono state effettuate alcune minime varianti: ad esempio sulla vettura UIC-Z1 "61 83 21-90 587-8 B" le porte di accesso furono pellicolate in blu, mentre la carrozza Gran comfort "50 83 18-98 175-2 A" presentava una fascia longitudinale rossa in luogo di quella blu, probabilmente frutto di un esperimento (che poi non ebbe seguito) volto a far individuare con più facilità la prima classe ai viaggiatori. 

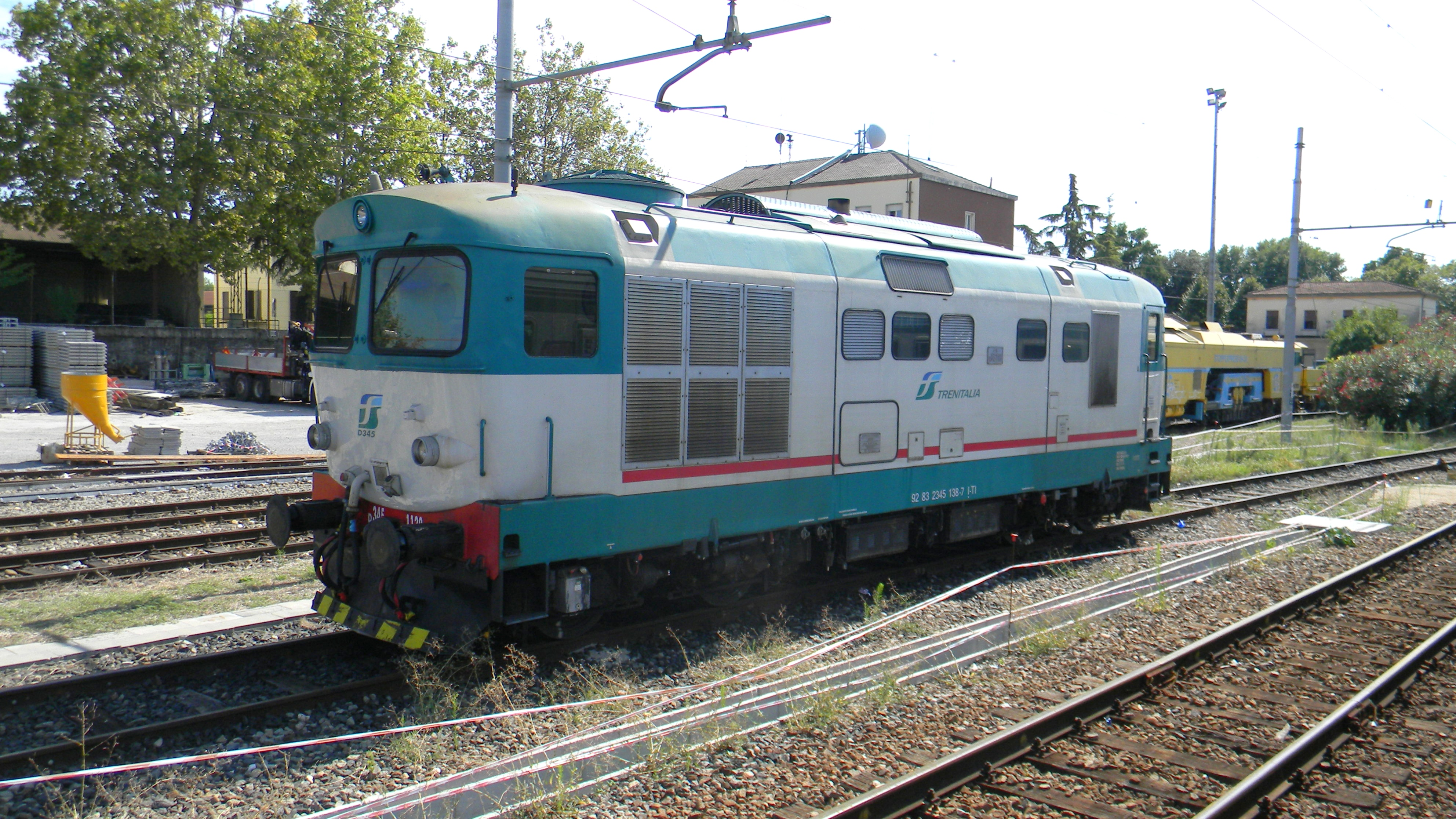
La locomotiva D.345.1138 (serie D.345), in livrea XMPR; da notare il filetto lungo la cassa, il quale è di colore rosso, anziché blu.
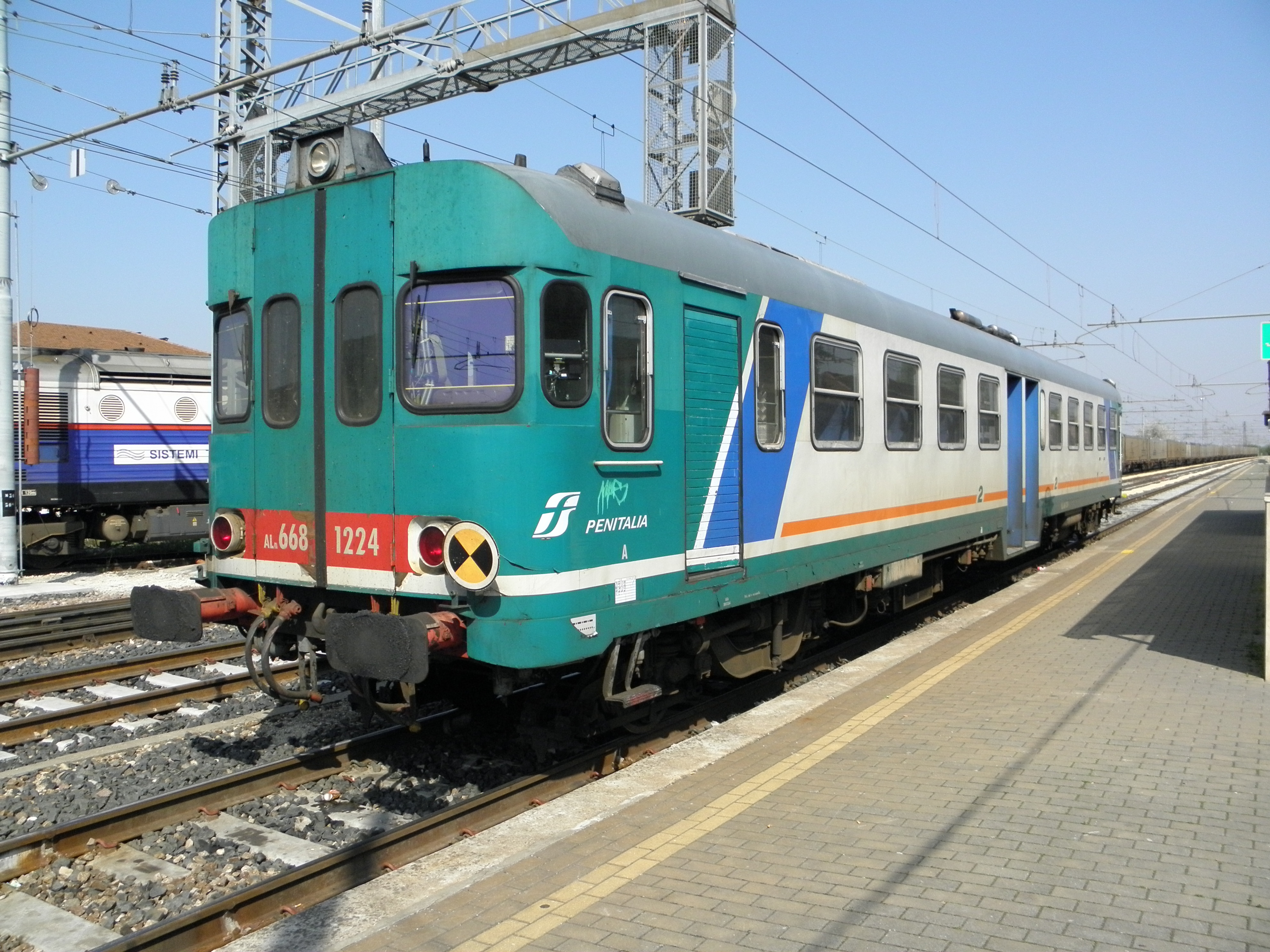
L'ALn 668.1224 (serie ALn 668) con livrea XMPR specifica: si noti il filetto orizzontale, il quale è di colore arancione, anziché blu.
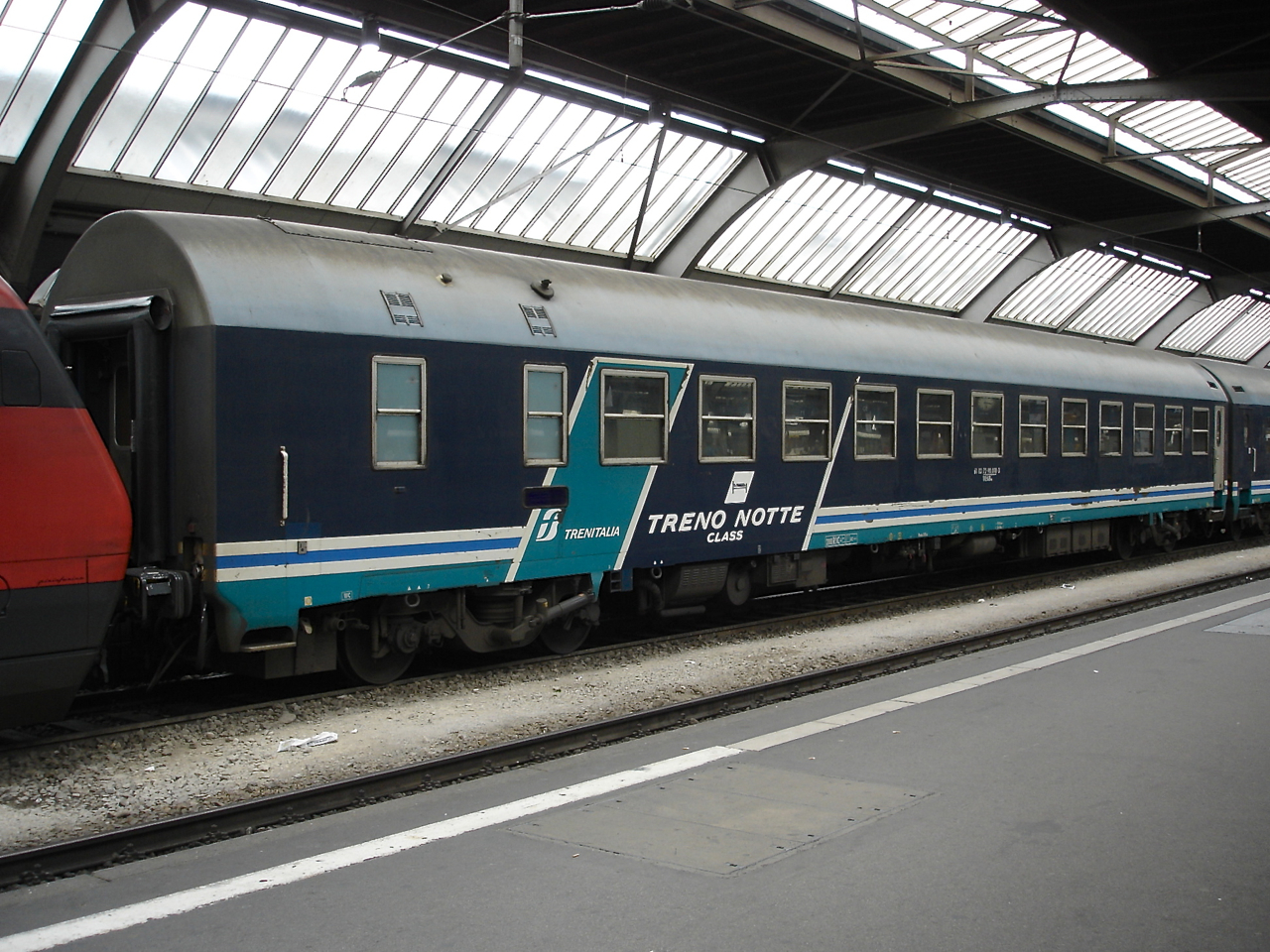
Una carrozza letti, di tipo MU, in livrea XMPR, con l'aggiunta del blu scuro, adottato per il servizio di InterCity Notte.
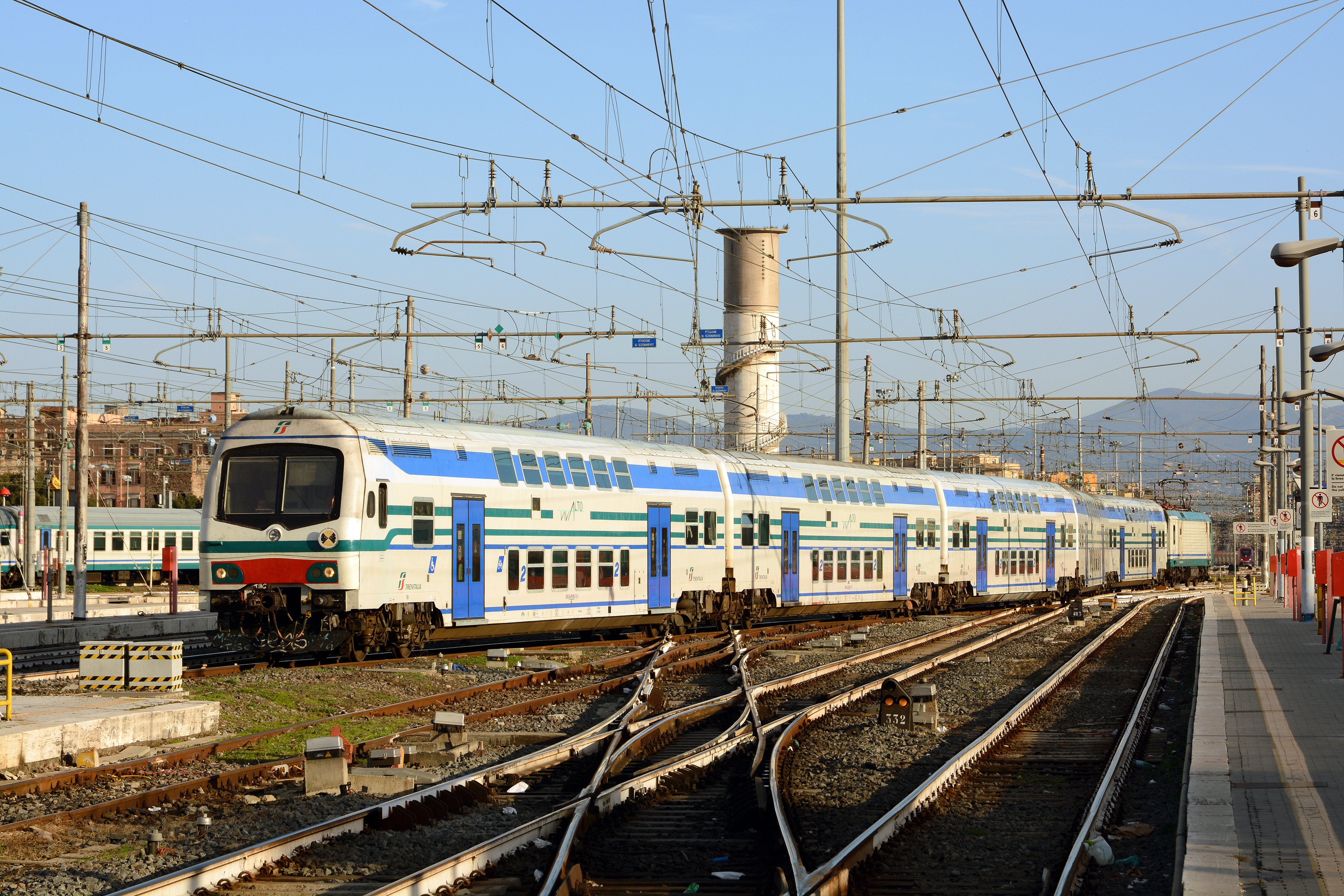
Un convoglio composto da carrozze Vivalto, in livrea XMPR.
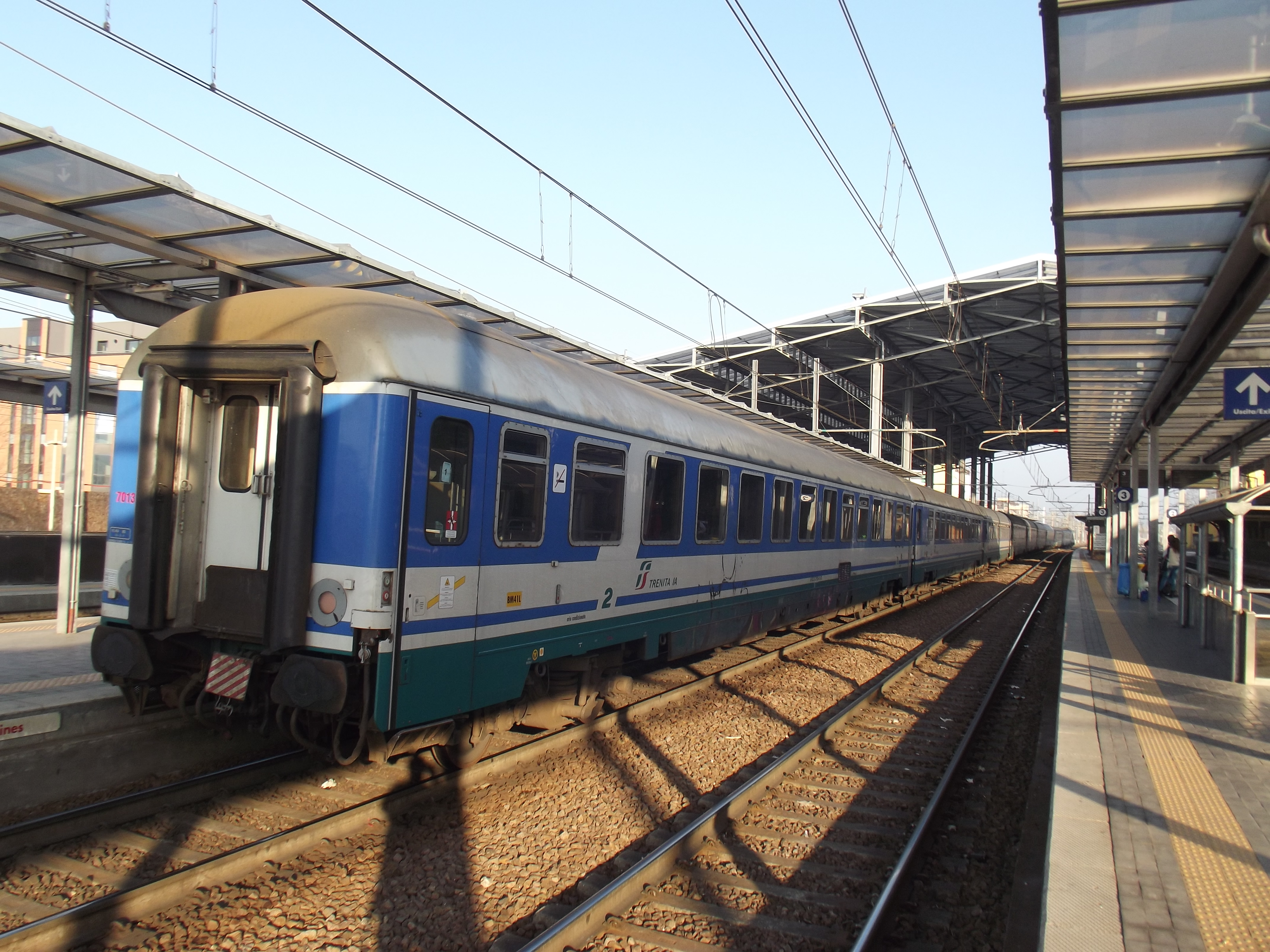
Alcune carrozze UIC-X in revisione "Giubileo", in una variante della livrea XMPR, chiamata "XMPR PAX", la quale prevede una grande fascia di colore celeste, lungo i finestrini.

Con l'introduzione dei treni InterCity Plus, ovvero gli InterCity con vetture rinnovate internamente, sulle vetture è stata introdotta una fascia diagonale verde in luogo di quella bianca; di conseguenza sono state spostate le indicazioni della classe della vettura; dal dicembre 2009, abbandonata la categoria IC Plus in quanto tutte le carrozze per treni InterCity erano state ristrutturate, Trenitalia ha deciso di mantenere la medesima livrea (senza logo IC Plus) da estendere anche alle altre vetture del parco rimaste in livrea tradizionale e non coinvolte nel "progetto 901"; la medesima livrea XMPR è stata impiegata per le vetture Cisalpino ripellicolate alla fine del 2009, in attesa di rientrare nel parco FS dopo lo scioglimento della società Cisalpino.
Su alcuni mezzi a propulsione termica, il colore blu riveste un ruolo secondario: ad esempio sulle automotrici ALn 668 la striscia blu è sostituita da una arancione Pantone 165, mentre sulla locomotiva D.345 il blu è quasi totalmente assente ed è invece presente il rosso.
Per le carrozze a doppio piano Vivalto è stata sviluppata una livrea apposita, con i medesimi colori della livrea XMPR ma con lineamenti diversi. Le carrozze sono prevalentemente bianche, con delle strisce orizzontali verdi, le portiere blu e una striscia blu in corrispondenza dei finestrini superiori. Oltre alle carrozze, è stata applicata su 9 locomotive E.464 (ridotte a 8) per il traino dei convogli.

### Varianti del logo FS XMPR

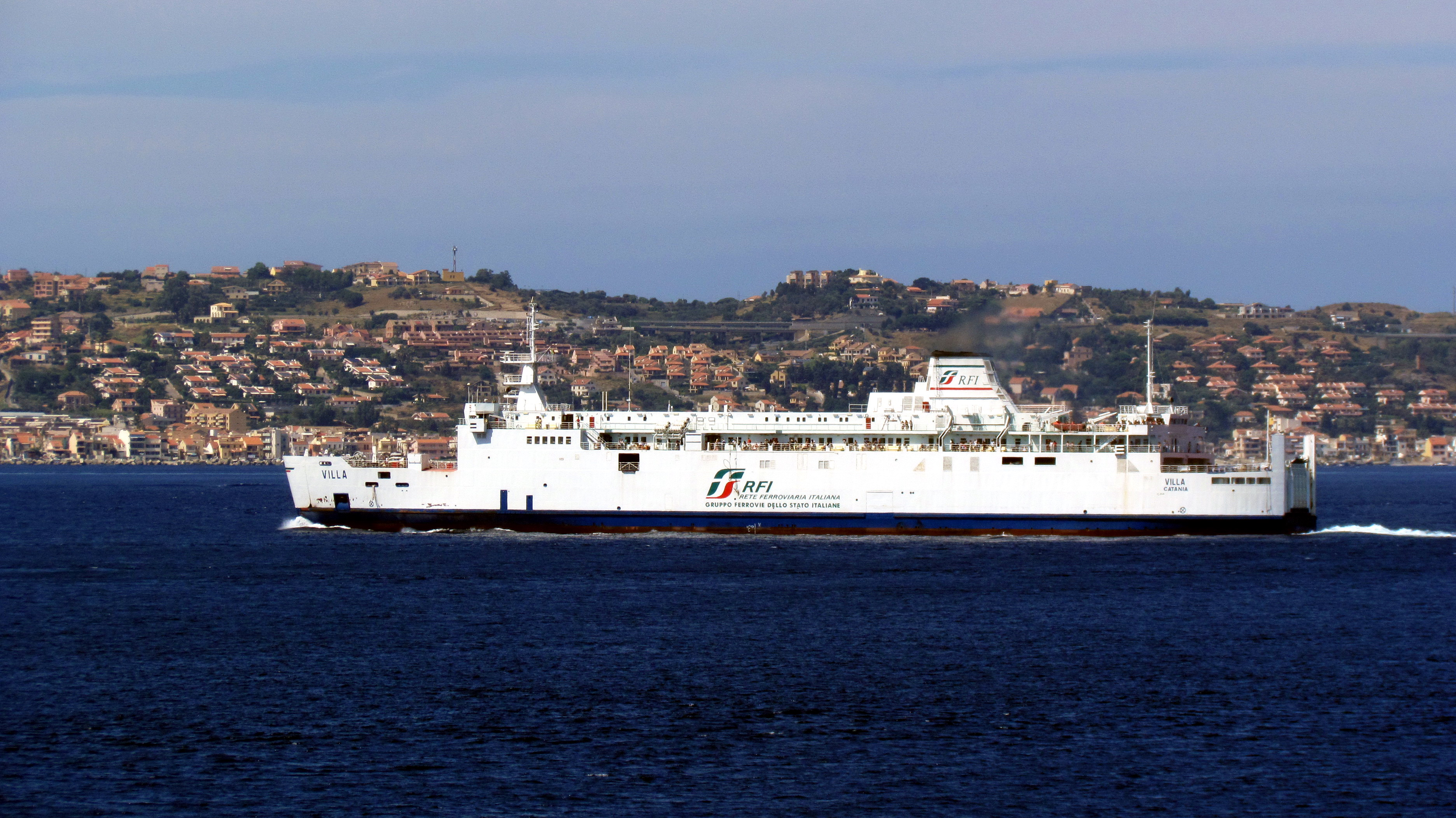
Il traghetto ferroviario Villa, con la variante del logo XMPR, utilizzata da RFI.

Il nuovo logo aziendale, presentato nel dicembre 1994, era caratterizzato da forme ricercate: fu definito un "rombo" con un'evidente "F" all'interno e una "S", meno visibile, delineata in basso a destra da una linea curva. Tale logo proponeva i colori verde, blu e azzurro, ma era disponibile anche in variante completamente verde o bianca applicata a frontali e fiancate delle locomotive o dei carri merci.
Con la ristrutturazione societaria avvenuta nel 2000, fu introdotta una nuova variante del logo, più slanciata e con lo spigolo superiore sinistro smussato. Il logo viene ora utilizzato per ogni società del gruppo, al quale viene abbinato il nome di quest'ultima. Nel 2007, in seguito a un sondaggio proposto da Ferrovie dello Stato sul proprio sito web, fu rivisitato nuovamente il logo aziendale, che abbandona i colori blu e azzurro a favore di uno schema verde e rosso; di conseguenza, il logo fu leggermente rivisto mettendo in evidenza la "S", ora facilmente distinguibile nella forma e colorata di rosso. Nel 2011 fu aggiunta, in rosso, la parola Italiane al logo già esistente, in seguito al cambio di denominazione aziendale in Ferrovie dello Stato Italiane. Tale logo continua a essere impiegato nonostante la progressiva scomparsa della livrea XMPR.

## Abbandono
Dal 2014, Trenitalia, nell'ambito di una politica di rilancio dell'immagine aziendale, ha progressivamente abbandonato gli schemi di coloritura XMPR, per dirigersi verso nuove soluzioni più caratteristiche. Nel 2012, la livrea XMPR era ancora applicata ai treni delle Divisioni Trasporto Regionale di Trenitalia, e ai treni InterCity ed espressi; tuttavia già dapprima non veniva più applicata ai treni Eurostar Italia (poi Frecciabianca) e Leonardo Express, mentre non è mai stata applicata ai treni Eurostar Italia Alta Velocità (poi Frecciarossa e Frecciargento), i quali hanno sempre utilizzato livree dedicate, variate nel corso degli anni.

### L'abbandono sui treni regionali
Nel 2014 è stata introdotta una nuova livrea destinata a sostituire progressivamente la livrea XMPR sui treni regionali, chiamata livrea DPR e caratterizzata dal colore grigio, con una fascia di colore nero in corrispondenza dei finestrini e con altre due fasce rispettivamente di colore giallo e blu poste nella parte bassa della cassa. Completa il tutto un'ulteriore fascia nera posta nell'estremità inferiore. Le porte sono colorate in verde lime nelle prime versioni e in giallo senape nei nuovi treni Rock e Pop.

### L'abbandono sui treni InterCity
Nel 2017 sono state introdotte ulteriori nuove livree: una per i treni InterCity diurni, chiamata "InterCity Sun, un'altra per i treni InterCity Notte, chiamata semplicemente "livrea InterCity Notte", e infine una livrea dedicata alle locomotive di Mercitalia Rail, la ex divisione cargo di Trenitalia.
Con la progressiva riverniciatura dei treni non destinati all'accantonamento in tempi brevi, l'introduzione di nuovi treni già dotati delle nuove livree e l'accantonamento del materiale più vecchio non riverniciato, dunque, la livrea XMPR è ormai in larga parte scomparsa dai binari italiani. Le locomotive diesel D.445 in forza ai treni regionali sono tra i pochi rotabili ancora in servizio regolare e pellicolati in livrea XMPR che, ad oggi, non hanno più cambiato colorazione; le D.445 assegnate ai servizi InterCity, invece, hanno mantenuto la livrea XMPR fino al 2022, per poi passare gradualmente alla livrea InterCity Giorno.